# L'Enchanteresse de Florence
 (août 2023).
La mise en forme du texte ne suit pas les recommandations de Wikipédia : il faut le « wikifier ».
Les points d'amélioration suivants sont les cas les plus fréquents :
- Les titres sont pré-formatés par le logiciel. Ils ne sont ni en capitales, ni en gras.
- Le texte ne doit pas être écrit en capitales (les noms de famille non plus), ni en gras, ni en italique, ni en « petit »…
- Le gras n'est utilisé que pour surligner le titre de l'article dans l'introduction, une seule fois.
- L'italique est rarement utilisé : mots en langue étrangère, titres d'œuvres, noms de bateaux, etc.
- Les citations ne sont pas en italique mais en corps de texte normal. Elles sont entourées par des guillemets français : « et ».
- Les listes à puces sont à éviter, des paragraphes rédigés étant largement préférés. Les tableaux sont à réserver à la présentation de données structurées (résultats, etc.).
- Les appels de note de bas de page (petits chiffres en exposant, introduits par l'outil «  Source ») sont à placer entre la fin de phrase et le point final[comme ça].
- Les liens internes (vers d'autres articles de Wikipédia) sont à choisir avec parcimonie. Créez des liens vers des articles approfondissant le sujet. Les termes génériques sans rapport avec le sujet sont à éviter, ainsi que les répétitions de liens vers un même terme.
- Les liens externes sont à placer uniquement dans une section « Liens externes », à la fin de l'article. Ces liens sont à choisir avec parcimonie suivant les règles définies. Si un lien sert de source à l'article, son insertion dans le texte est à faire par les notes de bas de page.
- La présentation des références doit suivre les conventions bibliographiques. Il est recommandé d'utiliser les modèles {{Ouvrage}}, {{Chapitre}}, {{Article}}, {{Lien web}} et/ou {{Bibliographie}}. Le mode d'édition visuel peut mettre en forme automatiquement les références.
- Insérer une infobox (cadre d'informations à droite) n'est pas obligatoire pour parachever la mise en page.

Pour une aide détaillée, merci de consulter Aide:Wikification.
Si vous pensez que ces points ont été résolus, vous pouvez retirer ce bandeau et améliorer la mise en forme d'un autre article.
L’Enchanteresse de Florence (titre original : The Enchanteress of Florence) est le neuvième roman de l’auteur britannique d’origine indienne Salman Rushdie publié en avril 2008. Il s’intéresse à la période de la Renaissance et aux liens entre Orient et Occident.

## Résumé
L’histoire commence à la cour de l’empereur Akbar à Fatehpur Sikri, en Inde, au XVIe siècle. Un étranger, blond, vêtu d’une insolite veste multicolore se déplaçant sur un char à bœufs, prétend être porteur d’un grand secret qu’il ne peut révéler qu’au Grand Moghol lui-même.
Cet homme mystérieux, qui se fait appeler Mogor Dell’Amor - ou encore Ucello di Firenze, ou Niccolo Vespucci - prétend alors être l’oncle d’Akbar, et se lance dans le récit de l’histoire de celle qu’il dit être sa mère, Qara Köz, l’enchanteresse de Florence, une princesse moghole rayée de l’histoire officielle. Il conte alors à l’Empereur le périple de cette femme hors du commun à travers l’empire Moghol, l'empire Ottoman, la Florence des Médicis et le Nouveau Monde. Cette dernière, considérée tour à tour comme une sainte ou une sorcière, aurait possédé le pouvoir d’envouter par sa seule beauté et de tenir le monde sous son emprise grâce à un puissant enchantement. Son destin se lie à celui de trois amis florentins, Nino Argalia, Niccolo Il Machia (Nicolas Machiavel), et Ago Vespucci, cousin d’Amerigo Vespucci, dispersés par les épreuves de la vie.